# (74021) 1998 HP1
(74021) 1998 HP1 – planetoida z pasa głównego asteroid okrążająca Słońce w ciągu 3,6 lat w średniej odległości 2,35 j.a. Odkryta 19 kwietnia 1998 roku.